# Gnophos milvinaria
Gnophos milvinaria är en fjärilsart som beskrevs av Fuchs 1899. Gnophos milvinaria ingår i släktet Gnophos och familjen mätare. Inga underarter finns listade i Catalogue of Life.